# Ignacio Valdespino y Díaz
Ignacio Valdespino y Díaz (Chalchihuites, Zacatecas, 30 de julio de 1861 - 11 de mayo de 1928) fue un obispo mexicano que sirvió en la Diócesis de Sonora de 1902 a 1913 y en la Diócesis de Aguascalientes a partir de 1913 hasta su muerte. Fue ordenado sacerdote en 1884.